# Escout
Escout is een gemeente in het Franse departement Pyrénées-Atlantiques (regio Nouvelle-Aquitaine) en telt 394 inwoners (1999). De plaats maakt deel uit van het arrondissement Oloron-Sainte-Marie.

## Geografie
De oppervlakte van Escout bedraagt 9,5 km², de bevolkingsdichtheid is 41,5 inwoners per km².
De onderstaande kaart toont de ligging van Escout met de belangrijkste infrastructuur en aangrenzende gemeenten.

## Demografie
Onderstaande figuur toont het verloop van het inwonertal (bron: INSEE-tellingen).